# 海野芳郎
海野 芳郎（うんの よしろう、1928年6月30日 - 2012年12月21日）は、日本の歴史学者・国際政治学者・外交官。専門は国際政治史、日本外交史。静岡県出身。

## 略歴
富士宮市生まれ。富士中学校(旧制)、静岡高等学校 (旧制)を経て、東京大学文学部西洋史学科に進む。
1953年に卒業し、事務官として外務省に入省。1961年から在フランス日本国大使館に勤務し、1965年に帰国。
その後、外務省百年史編纂委員・日本外交文書編纂委員となり、1971年からは外交史料館編纂室に勤務。1979年に専門官となり、翌年に外交文書編纂室長に就任した。
1982年から新潟大学法学部教授を務め、1994年には新潟国際情報大学教授となった。2000年退職。

## 著作

### 単著
- 『国際連盟と日本』（近代日本外交史叢書6）原書房、1972年

### 共著
- （鹿島平和研究所）『日本外交史16　海軍軍縮交渉・不戦条約』鹿島研究所出版会、1973年
- （栗原健、馬場明）『佐藤尚武の面目』原書房、1981年
- （細谷千博）『太平洋・アジア圏の国際経済紛争史　一九二二－一九四五』東京大学出版会、1983年

### 共編著
- 『外務省の百年』上・下　原書房、1969年
- 『日本外交史辞典』大蔵省印刷局、1979年（山川出版社、1992年）